# Seznam chráněných území v okrese Myjava
Toto je seznam chráněných území v okrese Myjava aktuální k roku 2015, ve kterém jsou uvedena chráněná území v oblasti okresu Myjava.
| Kód  | Obrázek                                    | Typ | Název         | Rozloha (ha) | Galerie Commons                                | Popis území | Souřadnice                       |
| ---- | ------------------------------------------ | --- | ------------- | ------------ | ---------------------------------------------- | ----------- | -------------------------------- |
| 793  |                                            | PP  | Bučkova jama  | 40,9100      |                                                |             |                                  |
| 775  | Chvojnica                                  | PP  | Chvojnica     | 31,6515      | Kategorie „Chvojnica“ na Wikimedia Commons     |             | 48°46′42″ s. š., 17°22′42″ v. d. |
| 81   |                                            | PP  | Kožíkov vrch  | 2,8285       |                                                |             |                                  |
| 98   | Malejov                                    | PP  | Malejov       | 0,8241       | Kategorie „Malejov“ na Wikimedia Commons       |             | 48°46′ s. š., 17°28′35″ v. d.    |
| 1011 | Myjava                                     | PP  | Rieka Myjava  | 34,9384      | Kategorie „Myjava River“ na Wikimedia Commons  |             | 48°41′39″ s. š., 17°25′57″ v. d. |
| 1073 | Ševcova skala - výhled na Bradlo           | PR  | Ševcova skala | 16,3400      | Kategorie „Ševcova skala“ na Wikimedia Commons |             | 48°38′53″ s. š., 17°34′20″ v. d. |
| 898  |                                            | PP  | Šifflovské    | 1,8544       |                                                |             |                                  |
| 166  |                                            | PP  | Štefanová     | 5,4759       |                                                |             |                                  |
| 896  | Nad obcí Chvojnica, vzadu kopec Žalostnina | PP  | Žalostiná     | 2,1199       |                                                |             | 48°48′51″ s. š., 17°25′48″ v. d. |